# Ватра-Молдовіцей
Ватра-Молдовіцей (рум. Vatra Moldoviței) — село у повіті Сучава в Румунії. Входить до складу комуни Ватра-Молдовіцей.
Село розташоване на відстані 359 км на північ від Бухареста, 51 км на захід від Сучави.

## Населення
За даними перепису населення 2002 року у селі проживали 2442 особи.
Національний склад населення села:
| Національність | Кількість осіб | Відсоток |
| -------------- | -------------- | -------- |
| румуни         | 2386           | 97,7%    |
| німці          | 43             | 1,8%     |
| українці       | 10             | 0,4%     |

Рідною мовою назвали:
| Мова       | Кількість осіб | Відсоток |
| ---------- | -------------- | -------- |
| румунська  | 2417           | 99,0%    |
| німецька   | 13             | 0,5%     |
| українська | 10             | 0,4%     |